# إحياء اللغة

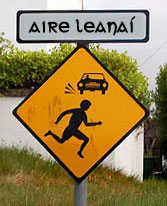

إحياء اللغة، والذي يشار إليه أيضًا باسم انبعاث اللغة أوإعادة اللغة إلى مسارها، هو محاولة وقف أو عكس تراجع لغةٍ أو إحياء لغةٍ منقرضة. قد يضم المعنيين بذلك أطرافًا مثل اللغويين، أو المجموعات الثقافية، أو المجتمعية، أو الحكومات. يطالب البعض بالتمييز بين انبعاث اللغة (إحياء لغة ميتة دون وجود متحدثين أصليين حاليين) وإحياء اللغة (إنقاذ لغة «تموت»). لقد تحدَّد أنه لم يكن هناك سوى حالة واحدة ناجحة لانبعاث لغة بالكامل، وهي حالة اللغة العبرية، وخلق جيل جديد من المتحدثين الأصليين دون أي متحدثين أصليين سابقين كنموذج.[هل المصدر موثوق به؟]
تشمل اللغات المستهدفة بإحياء اللغة تلك اللغات التي يكون استخدامها وشيوعها محدودًا للغاية. يمكن في بعض الأحيان حتى استخدام أساليب متنوعة لإحياء اللغة لمحاولة بعث اللغات المنقرضة. رغم أن أهداف إحياء اللغة تختلف اختلافًا كبيرًا من حالة إلى أخرى، إلا أنها تتضمن عادةً محاولة زيادة عدد المتحدثين واستخدام لغة ما، أو محاولة الحفاظ على المستوى الحالي للاستخدام لحماية اللغة من الانقراض أو الموت.
تختلف أسباب الإحياء. في الآونة الأخيرة[متى؟] وحدها، يُقدَّر أن أكثر من 2000 لغة قد انقرضت بالفعل. تشير تقديرات الأمم المتحدة إلى أن أكثر من نصف اللغات الموجودة حاليًا يتحدث بها أقل من 10000 متحدث وأن ربعها يقل المتحدثون بها عن 1000 متحدث وأنه، ما لم تبذل بعض الجهود للحفاظ عليها، فسوف تنقرض معظم هذه اللغات خلال المئة عام القادمة. غالبًا ما يُستشهد بهذه الأرقام كأسباب لكون إحياء اللغة ضروريًا للحفاظ على التنوع اللغوي. كثيرًا ما يُستشهد بالثقافة والهوية كسببين لإحياء اللغة، عندما يُنظر إلى اللغة على أنها «كنز ثقافي» فريد من نوعه. غالبًا ما يرى المجتمع اللغة بصفتها جزءًا فريدًا من ثقافتهم، يربطهم بأسلافهم أو بالأرض، ويشكل جزءًا أساسيًا من تاريخهم وصورتهم الذاتية.
يرتبط إحياء اللغة ارتباطًا وثيقًا بمجال التوثيق اللغوي في اللسانيات. في هذا المجال، يحاول اللغويون إنشاء سجلات كاملة لقواعد اللغة، ومفرداتها، وصفاتها اللغوية. غالبًا ما تؤدي هذه الممارسة إلى مزيد من الاهتمام بإحياء لغة معينة في الدراسة. علاوة على ذلك، فإن مهمة التوثيق غالبًا ما تُتّخذ مهمة التوثيق بغرض إعادة إحياء اللغة..

## الدرجات الأربع لتهدُّد اللغة (تعرضها للخطر)
صحيحة / قوية
تستخدمها جميع الأجيال في مُختلَف السياقات
ضعيفة / مريضة
يتحدث بها كبار السن. لا تُستخدم بالكامل في الأجيال الأصغر.
محتضرة / تموت
لا يوجد سوى عدد قليل من المتحدثين بها (من غير الأطفال)؛ لم تعد يستخدمها الأطفال بصفتها لغةً أصلية. 
ميتة
لم يعد يُتحدث بها بصفتها لغة أصلية.
منقرضة
لم تعد يُتحدث بها  أو يُحتمل أن يُتحدَّث بها.